# Cerro Ybytymí
El Cerro Ybytymí es un gran montículo situado al noreste del Departamento de Paraguarí, en la jurisdicción del municipio de la ciudad homónima de Ybytymí. Su pico es de 490 metros sobre el nivel del mar. Este cerro forma parte del grupo de elevaciones de la Cordillera de Ybycuí.
Ubicación
25°47′38″S 56°48′25″O / -25.79389, -56.80694
Altitud: 490 metros.
- Datos: Q5763301